# Lipovník (Topoľčany)
Lipovník (ungarisch Lipovnok) ist eine slowakische Gemeinde im Okres Topoľčany und im Nitriansky kraj mit 309 Einwohnern (Stand 31. Dezember 2024).

## Geographie
Die Gemeinde befindet sich am Übergang vom Hügelland Nitrianska pahorkatina in die südöstlichen Hänge des Gebirges Považský Inovec, am Oberlauf des Baches Hlavinka im Einzugsgebiet der Radošinka. Das Ortszentrum liegt auf einer Höhe von 265 m n.m. und ist 14 Kilometer von Topoľčany entfernt.
Nachbargemeinden sind Hubina im Norden, Bojná im Nordosten, Blesovce im Osten und Südosten, Hajná Nová Ves und Krtovce im Süden und Vozokany im Westen.

## Geschichte
Lipovník wurde zum ersten Mal 1283 als Lypolnuk schriftlich erwähnt und war zuerst Besitz der Familie Kőrösy. Im 16. und 17. Jahrhundert gehörten die Ortsgüter den Familien Solymos, Tapolcsányi und Thorday, im 18. und 19. Jahrhundert waren die Familien Stummer und Steiger Besitzer des Ortes. 1715 gab es Weingärten und 23 Haushalte, 1787 hatte die Ortschaft 55 Häuser und 391 Einwohner. 1828 zählte man 41 Häuser und 282 Einwohner, die als Landwirte beschäftigt waren und im Besonderen Getreide- und Zuckerrübenanbau betrieben.
Bis 1918 gehörte der im Komitat Neutra liegende Ort zum Königreich Ungarn und kam danach zur Tschechoslowakei beziehungsweise heute Slowakei.

## Bevölkerung
| Jahr                | 1994 | 2004    | 2014    | 2024    |
| ------------------- | ---- | ------- | ------- | ------- |
| Anzahl der Personen | 345  | 332     | 324     | 309     |
| Unterschied         |      | −3,76 % | −2,40 % | −4,62 % |

| Jahr                | 2023 | 2024    |
| ------------------- | ---- | ------- |
| Anzahl der Personen | 311  | 309     |
| Unterschied         |      | −0,64 % |

Gemäß der Volkszählung 2011 wohnten in Lipovník 326 Einwohner, davon 319 Slowaken sowie jeweils ein Magyare, Mährer und Rom. Ein Einwohner gab eine andere Ethnie an und drei Einwohner machten keine Angabe zur Ethnie.
303 Einwohner bekannten sich zur römisch-katholischen Kirche, sieben Einwohner zur Evangelischen Kirche A. B., drei Einwohner zu den Mormonen sowie jeweils ein Einwohner zur Bahai-Religion und zur evangelisch-methodistischen Kirche. Sieben Einwohner waren konfessionslos und bei vier Einwohnern wurde die Konfession nicht ermittelt.

## Bauwerke und Denkmäler
- römisch-katholische Emmerichkirche im klassizistischen Stil aus dem Jahr 1775 (nach anderen Quellen 1771)